# Weissia samoana
Weissia samoana là một loài rêu trong họ Pottiaceae. Loài này được (Mitt.) Mitt. mô tả khoa học đầu tiên năm 1873.